# 康沃爾民族主義

聖皮瑞旗

康沃爾民族主義（Cornish nationalism）是一種文化、政治和社會運動，旨在確立讓康沃爾成為一個不同於英格蘭的國家。康沃爾民族主義的目標還包括建立一個康沃爾議會，以實現部分程度的權力下放。

## 外部連結
- Mebyon Kernow （页面存档备份，存于）
- The Cornish Stannary Parliament （页面存档备份，存于）
- The Celtic League （页面存档备份，存于）
- The Celtic Congress （页面存档备份，存于）
- The Federal Union of European Nationalities （页面存档备份，存于）